# Burgena pectoralis
Burgena pectoralis är en fjärilsart som beskrevs av Jordan 1904. Burgena pectoralis ingår i släktet Burgena och familjen nattflyn. Inga underarter finns listade i Catalogue of Life.